# 한국철도공사 7300호대 디젤 기관차
7300호대 디젤 기관차는 한국철도공사의 여객·화물 견인용 전기식 특대형 디젤 기관차이다. 1988년의 서울 올림픽 이후로 발생한 수요 증가를 대비하기 위해 1989년부터 도입되었다. 모두 83량이 도입되었으나, 2025년 기준으로 25량이 운행 중이다. 이 중 7382호, 7383호는 관광 열차 전용 기관차이며 현재까지 모든차량이 고무창틀에서 쇠창틀로 교체되었다.

## 기술적 사양
외형은 이전 모델인 7100호대 디젤 기관차와 동일하나 계전기방식에서 모듈식 동기구동회로로 개선되었다, 열차 장대화 계획에 의거하여 총괄제어 회로에 의한 중련 운전 기능을 갖추었다. 원 모델명은 GT26CW-2이다. 7301호부터 7305호까지는 종전의 GT26CW 기관차와 동일하게 운전실 부기관사석 앞쪽에 출입문이 설치되어 있었으나, 이후 개량 작업을 통해 이를 뒤쪽으로 옮기고, CCTV 카메라와 난간 가운데의 계단을 설치하였다. 일부 차량은 앞 문이 없는 형태로 제작되었으며, 앞 문이 있었던 일부 차량들도 개량 작업으로 앞 문이 제거되었다.

## 현황
총 83량이 제작되어 도입되었다. 2025년 현재 내구 연한 만료 및 사고로 인해 25량이 운행 중이다. 현재 운행 중인 차량은 창문이 쇠창틀로 교체되었다. 7301호, 7312호, 7329호, 7365호 4량이 보존되고 있다.
| 차호   | 시리얼    | 도입 시기        | 운행 중단 시기                  | 비고 |
| ------ | --------- | ---------------- | ------------------------------- | --- |
| 7301호 | HDPI89.1  | 1989년 12월 31일 | 2014년 12월 31일                | 2014년 동인천역에서 탈선한 이력이 있다. 부산철도차량정비단에서 강서구 송정동 부지 이동으로 한국철도공사 선정 철도기념물로 2021년 5월쯤 재도색을 하여 보존 중이다. 초기에는 상태가 많이 나빴다.                                                                         |
| 7302호 | HDPI89.2  | 1989년 12월 31일 | 2014년 12월 31일                | 양산 호포천 열차 추돌 사고로 대형 기중기와 추돌 후 파손되었으나 복구하였다. 2021년 고철 매각되었다. |
| 7303호 | HDPI89.3  | 1989년 12월 31일 | 2014년 12월 31일                | 2007년 12월 11일 경의선 문산역-판문역 간 화물열차를 처음 운행하였다. 2020년 고철 매각되었다. |
| 7304호 | HDPI90.1  | 1989년 12월 31일 | 2014년 12월 31일                | 2021년 고철 매각되었다. |
| 7305호 | HDPI90.2  | 1989년 12월 31일 | 2014년 12월 31일                | 2021년 고철 매각되었다. |
| 7306호 | HDPI90.3  | 1990년 12월 31일 | 2015년 12월 31일                | 코레일 마크가 큰 기관차이다. 제천조차장역에 보존 중이였다가 계획이 백지화되어 대차, 내부 부품은 수출후 차체는 2023년 고철 매각되었다. |
| 7307호 | HDPI90.4  | 1990년 12월 31일 | 2015년 12월 31일                | 괴산 열차 전복 사고에서 중파되었다가, 같은 해 부산기관차승무사업소에서 복구하였다. 제천조차장역에 보존 중이였다가 계획이 백지화되어 대차, 내부 부품은 수출후 차체는 2023년 고철 매각되었다.                                                                            |
| 7308호 | HDPI90.5  | 1990년 12월 31일 | 2015년 12월 31일                | 부산진역에서 보존 중이였다가 2023년 고철 매각되었다. |
| 7309호 | HDPI90.6  | 1990년 12월 31일 | 2015년 12월 31일                | 운행 중지 이후 한일현대시멘트(주)에서 매각되어 2017년 1월 2일부터 해당 회사의 사유 입환기로 전환. 전용선에서 운행 중이다. 번호판에 현대로 되어 있었고, 시간이 지난후 현대 한일 이라고 바뀌었다. 시멘트 열차도 조금씩은 연결 한다.                                      |
| 7310호 | HDPI90.7  | 1990년 12월 31일 | 2015년 12월 31일                | 2025년 고철 매각되었다. |
| 7311호 | HDPI91.1  | 1991년 2월 28일  | 2016년 3월 6일                  | 1991년 우정의 문화열차 전용기로 쓰였음 제천조차장역에 보존 중이였으나 계획이 백지화되어 대차, 내부 부품은 수출후 차체는 2023년 고철 매각되었다. |
| 7312호 | HDPI91.2  | 1991년 2월 28일  | 2016년 3월 6일                  | (구)전라선 오수역에 무궁화호 객차 2량과 같이 보존되었다. |
| 7313호 | HDPI91.3  | 1991년 2월 28일  | 2021년 12월 31일                | 심한 노후화로 인해 조기 폐차되었다. 2025년 고철 매각되었다. |
| 7314호 | HDPI91.4  | 1991년 2월 28일  | 2021년 12월 31일                | 심한 노후화로 인해 조기 폐차되었다. 2023년 고철 매각되었다. |
| 7315호 | HDPI91.5  | 1991년 12월 31일 | 2021년 12월 31일                | 2025년 고철 매각되었다. |
| 7316호 | HDPI91.6  | 1991년 12월 31일 | 2021년 12월 31일                | 이 차량은 7300/7400/7500호대 전체를 통틀어서 유일하게 전조등이 백열등이었다. 현재는 LED로 교체되었다. 가야역에서 부품용으로 보존 중이였으나 가야에서 신창원으로 회송되었고 대차, 내부 부품은 수출후 차체는 2023년 고철 매각되었다.                                     |
| 7317호 | HDPI91.7  | 1991년 12월 31일 | 2021년 12월 31일                | 2023년 고철 매각되었다. |
| 7318호 | HDPI91.8  | 1991년 12월 31일 | 2021년 12월 31일                | 레이디버드 전용기였으나, 2014년 한국철도공사 신CI 도장으로 재도색. 가야역에서 부품용으로 보존 중이였으나 가야에서 신창원으로 회송되었고 대차, 내부 부품은 수출후 차체는 2023년 고철 매각되었다.                                                                        |
| 7319호 | HDPI91.9  | 1991년 12월 31일 | 2021년 12월 31일                | 레이디버드 전용기였으나, 2014년 한국철도공사 신CI 도장으로 재도색. 2025년 고철 매각되었다. |
| 7320호 | HDPI91.10 | 1991년 12월 31일 | 2021년 12월 31일                | 가야역에서 부품용으로 보존 중이였으나 가야에서 신창원으로 회송되었고 대차, 내부 부품은 수출후 차체는 2023년 고철 매각되었다. |
| 7321호 | HDPI91.11 | 1991년 12월 31일 | 2021년 12월 31일                | 가야역에서 부품용으로 보존 중이였으나 가야에서 신창원으로 회송되었고 대차, 내부 부품은 수출후 차체는 2023년 고철 매각되었다. |
| 7322호 | HDPI92.1  | 1992년 9월 2일   | 2017년 9월 2일                  | 2025년 고철 매각되었다. |
| 7323호 | HDPI92.2  | 1992년 9월 2일   | 2017년 9월 2일                  | 가야에서 신창원으로 회송되었고 대차, 내부 부품은 수출후 차체는 2023년 고철 매각되었다. |
| 7324호 | HDPI92.3  | 1992년 9월 2일   | 2017년 9월 2일                  | 2025년 고철 매각되었다. |
| 7325호 | HDPI92.4  | 1992년 9월 2일   | 2017년 9월 2일                  | 2020년 고철 매각되었다. |
| 7326호 | HDPI92.5  | 1993년 9월 10일  | 2018년 7월 10일                 | 문화방송의 드라마 에덴의 동쪽을 촬영하기 위해, 2008년 3월에 철도청의 검정-주황 도색으로 재도색 되었다. 2008년 6월 말경에 다시 한국철도공사 CI 도색으로 복귀하였다. 2020년 고철 매각되었다.                                                                             |
| 7327호 | HDPI92.6  | 1993년 9월 10일  | 2018년 7월 10일                 | 가야에서 신창원으로 회송되었고 대차, 내부 부품은 수출후 차체는 2023년 고철 매각되었다. |
| 7328호 | HDPI92.7  | 1993년 9월 10일  | 2018년 3월 31일                 | 7349호와 정면충돌 후 대파되어 폐차되었다. 2019년 고철 매각되었다. |
| 7329호 | HDPI92.8  | 1993년 9월 10일  | 2018년 9월 10일                 | 동해북부선 제진역 승강장에 무궁화호 객차와 함께 유치중이다. 제진역에 전시된 7329호와 무궁화호 폐객차는 보수와 내부수리를 거쳐 2021년 3월에 전시관 형태로 평화통일열차로 개장되었다.                                                                                    |
| 7330호 | HDPI92.9  | 1993년 9월 10일  | 2018년 9월 10일                 | 2020년 고철 매각되었다. |
| 7331호 | HDPI92.10 | 1993년 9월 10일  | 2018년 9월 10일                 | 2023년 고철 매각되었다. |
| 7332호 | HDPI93.1  | 1994년 12월 22일 | 2019년 12월 17일                | 2021년 고철 매각되었다. |
| 7333호 | HDPI93.2  | 1994년 12월 22일 | 2019년 12월 17일                | 2021년 고철 매각되었다. |
| 7334호 | HDPI93.3  | 1994년 12월 22일 | 2019년 11월 28일                | 2018년에 건널목 추돌 사고 발생 이력이 있다. 2021년 고철 매각되었다. |
| 7335호 | HDPI93.4  | 1994년 12월 22일 | 2019년 12월 22일                | 2022년 고철 매각되었다. |
| 7336호 | HDPI93.5  | 1994년 12월 22일 | 2019년 12월 22일                | 2025년 고철 매각되었다. |
| 7337호 | HDPI93.6  | 1994년 12월 22일 | 2019년 11월 28일                | 2022년 고철 매각되었다. |
| 7338호 | HDPI93.7  | 1994년 12월 22일 | 2019년 12월 22일                | 2025년 고철 매각되었다. |
| 7339호 | HDPI93.8  | 1994년 12월 22일 | 2019년 12월 22일                | 2023년 고철 매각되었다. |
| 7340호 | HDPI93.9  | 1995년 2월 28일  | 2020년 1월 30일                 | 2021년 고철 매각되었다. |
| 7341호 | HDPI93.10 | 1995년 2월 28일  | 2020년 1월 30일                 | 2019년 8월 6일 오전 9시에 중앙선 송포건널목에서 화물차와 충돌하였다. 2022년 고철 매각되었다. |
| 7342호 | HDPI93.11 | 1995년 2월 28일  | 2020년 1월 30일                 | 2014년 11월 22일 정선선 열차 충돌 사고로 파손되었으나 복구하였다. 2025년 고철 매각되었다. |
| 7343호 | HDPI93.12 | 1995년 2월 28일  | 2020년 1월 30일                 | 2012년 7월 추돌한후 대파되었으나 이듬해 운행을 재개하였다. CCTV가없는 기관차중하나이다. 2022년 고철 매각되었다. |
| 7344호 | HDPI93.13 | 1995년 2월 28일  | 2020년 2월 28일                 | 2020년 3월 3482열차로 부곡기지로 복귀하였으나 수색역에서 결국 폐차되고 말았다. 2025년 고철 매각되었다. |
| 7345호 | HDPI93.14 | 1995년 2월 28일  | 2020년 2월 28일                 | 2023년 고철 매각되었다. |
| 7346호 | HDPI1     | 1995년 2월 28일  | 2020년 2월 28일                 | 2021년 고철 매각되었다. |
| 7347호 | HDPI2     | 1995년 12월 31일 | 운행 중 (2025년 12월 31일 예정) | |
| 7348호 | HDPI3     | 1995년 12월 31일 | 2020년 12월 31일                | 2025년 고철 매각되었다. |
| 7349호 | HDPI4     | 1995년 12월 31일 | 2018년 3월 31일                 | 입환 작업중 7328호와 정면충돌해 대파되어 폐차되었다. 2019년 고철 매각되었다. |
| 7350호 | HDPI5     | 1995년 12월 31일 | 2020년 12월 31일                | 고모역 열차 추돌 사고로 충돌되었다가 같은 해 운행을 재개하였다. 부산철도차량정비단 에서 폐차작업도중 불이 난 적이 있다. 2022년 고철 매각되었다. |
| 7351호 | HDPI6     | 1995년 12월 31일 | 운행 중 (2025년 12월 31일 예정) | 2018년 4월 30일 객차형 새마을호의 익산행 마지막 하행열차를 견인하였다. |
| 7352호 | HDPI7     | 1995년 12월 31일 | 운행 중 (2025년 12월 31일 예정) | |
| 7353호 | HDPI8     | 1995년 12월 31일 | 운행 중 (2025년 12월 31일 예정) | |
| 7354호 | HDPI9     | 1995년 12월 31일 | 운행 중 (2025년 12월 31일 예정) | |
| 7355호 | HDPI10    | 1995년 12월 31일 | 2017년 9월 2일                  | 2014년 11월 22일 정선선 열차 충돌 사고로 파손되었으며, 2016년 12월 부산신항역에서 탈선하였다. 2017년 심한 노후화로 휴차되었다. 2018년 고철 매각되었다. |
| 7356호 | HDPI11    | 1995년 12월 31일 | 운행 중 (2025년 12월 31일 예정) | |
| 7357호 | HDPI12    | 1995년 12월 31일 | 2020년 12월 31일                | 2022년 고철 매각되었다. |
| 7358호 | HDPI13    | 1995년 12월 31일 | 2020년 12월 31일                | 2025년 고철 매각되었다. |
| 7359호 | HDPI14    | 1995년 12월 31일 | 운행 중 (2025년 12월 31일 예정) | |
| 7360호 | HDPI15    | 1995년 12월 31일 | 운행 중 (2025년 12월 31일 예정) | |
| 7361호 | HDPI16    | 1995년 12월 31일 | 운행 중 (2025년 12월 31일 예정) | |
| 7362호 | HDPI17    | 1995년 12월 31일 | 운행 중 (2025년 12월 31일 예정) | |
| 7363호 | HDPI18    | 1996년 12월 31일 | 2021년 2월 28일                 | 2023년 고철 매각되었다. |
| 7364호 | HDPI19    | 1996년 12월 31일 | 2021년 2월 28일                 | 2023년 고철 매각되었다. |
| 7365호 | HDPI20    | 1996년 12월 31일 | 2021년 2월 28일                 | 1939호로 번호가 바뀌어 무궁화호 객차와 함께 구 가평역에 보존되었다. |
| 7366호 | HDPI21    | 1996년 12월 31일 | 2021년 2월 28일                 | 2025년 고철 매각되었다. |
| 7367호 | HDPI22    | 1996년 12월 31일 | 2021년 2월 28일                 | 2022년 고철 매각되었다. |
| 7368호 | HDPI23    | 1996년 12월 31일 | 운행 중 (2026년 12월 31일 예정) | |
| 7369호 | HDPI24    | 1996년 12월 31일 | 운행 중 (2026년 12월 31일 예정) | 2018년 4월 30일 객차형 새마을호의 익산행 종운 하행열차를 견인하였다. |
| 7370호 | HDPI25    | 1996년 12월 31일 | 운행 중 (2026년 12월 31일 예정) | |
| 7371호 | HDPI26    | 1996년 12월 31일 | 운행 중 (2026년 12월 31일 예정) | 2003년 9월 운행 도중 탈선되었다가 같은 해 운행 재개되었다. 한-아세안 관광열차의 견인기로 도색되었다가 현재는 모두 뜯어내고 신 CI도색으로 재도색되어 운행 중이다. 2022년 2월 3일 중앙선 삼부 건널목에서 트럭과 충돌사고로 현재 수리되었다. 영화 부산행에 나온 차량이다. |
| 7372호 | HDPI27    | 1996년 12월 31일 | 운행 중 (2026년 12월 31일 예정) | |
| 7373호 | HDPI28    | 1996년 12월 31일 | 2021년 4월 20일                 | 기대수명 도래에따라 4월 20일에 조기에 휴차된 차량이다. 2022년 고철 매각되었다. |
| 7374호 | HDPI29    | 1996년 12월 31일 | 운행 중 (2026년 12월 31일 예정) | |
| 7375호 | HDPI30    | 1996년 12월 31일 | 운행 중 (2026년 12월 31일 예정) | 2021년 1월 4일 마지막 1624열차 견인하였다. |
| 7376호 | HDPI31    | 1996년 12월 31일 | 운행 중 (2026년 12월 31일 예정) | |
| 7377호 | HDPI32    | 1996년 12월 31일 | 운행 중 (2026년 12월 31일 예정) | |
| 7378호 | HDPI33    | 1996년 12월 31일 | 운행 중 (2026년 12월 31일 예정) | |
| 7379호 | HDPI34    | 1996년 12월 31일 | 운행 중 (2026년 12월 31일 예정) | G-train 전용기였으나, 2023년 내구연한 문제로 한국철도공사 신CI 도장으로 재도색하였다. |
| 7380호 | HDPI35    | 1996년 12월 31일 | 운행 중 (2026년 12월 31일 예정) | S-train 전용기였으나, 2019년 내구연한 문제로 한국철도공사 신CI 도장으로 재도색하였다. 한-아세안 관광열차의 견인기로 도색되기도 하였다. |
| 7381호 | HDPI36    | 1996년 12월 31일 | 운행 중 (2026년 12월 31일 예정) | S-train 전용기였으나, 2019년 내구연한 문제로 한국철도공사 신CI 도장으로 재도색하였다. |
| 7382호 | HDPI37    | 1996년 12월 31일 | 운행 중 (2026년 12월 31일 예정) | 레일크루즈 해랑 전용기로 운행 중이며, 내구연한 연장 대상이다. 운행을 재개한 레일크루즈 해랑에 따라 도색을 새로 하였다. |
| 7383호 | HDPI38    | 1996년 12월 31일 | 운행 중 (2026년 12월 31일 예정) | 레일크루즈 해랑 전용기로 운행 중이며, 내구연한 연장 대상이다. 운행을 재개한 레일크루즈 해랑에 따라 도색을 새로 하였다. |

## 사진

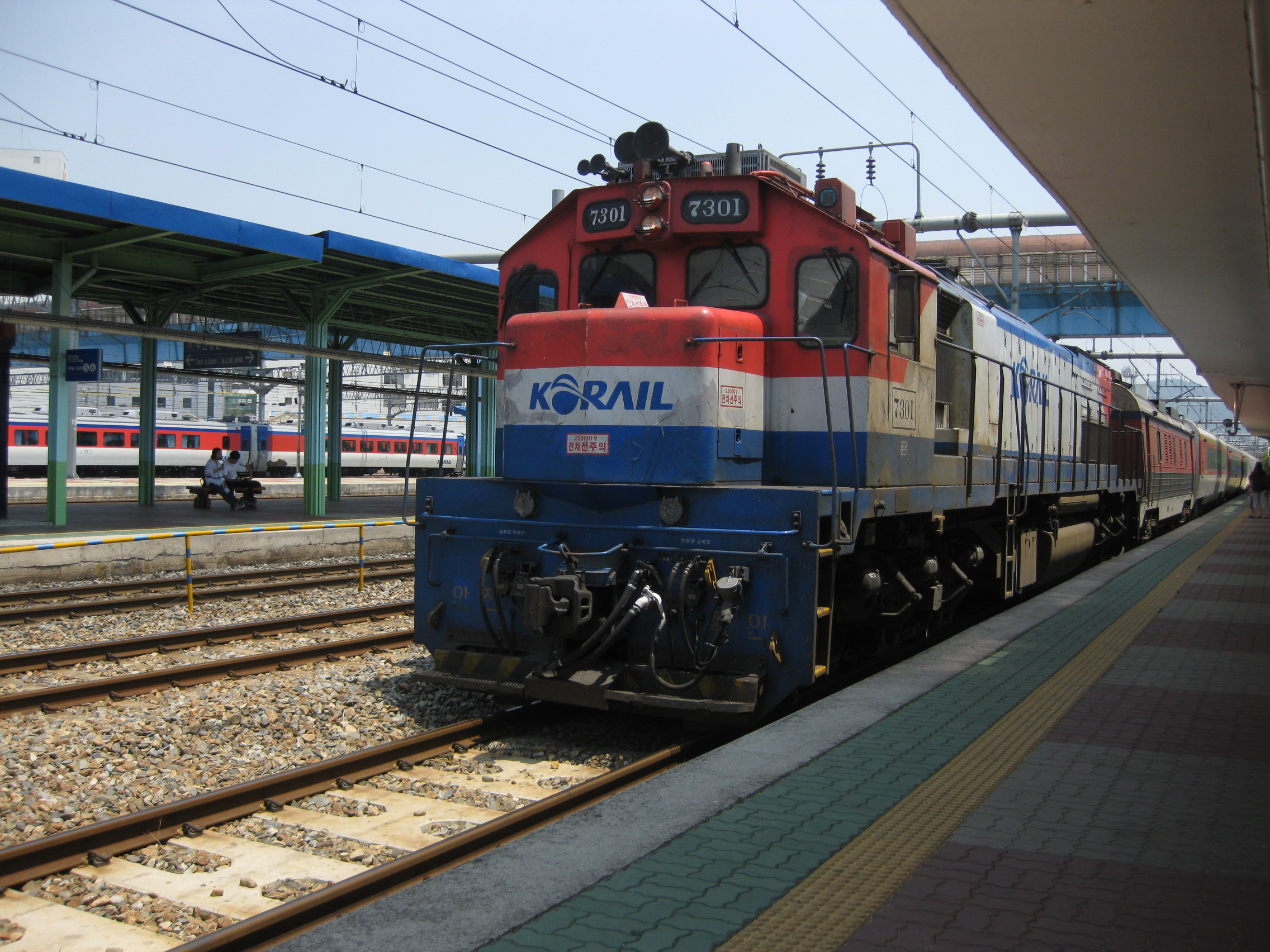
7301호 디젤 전기 기관차 (폐차)
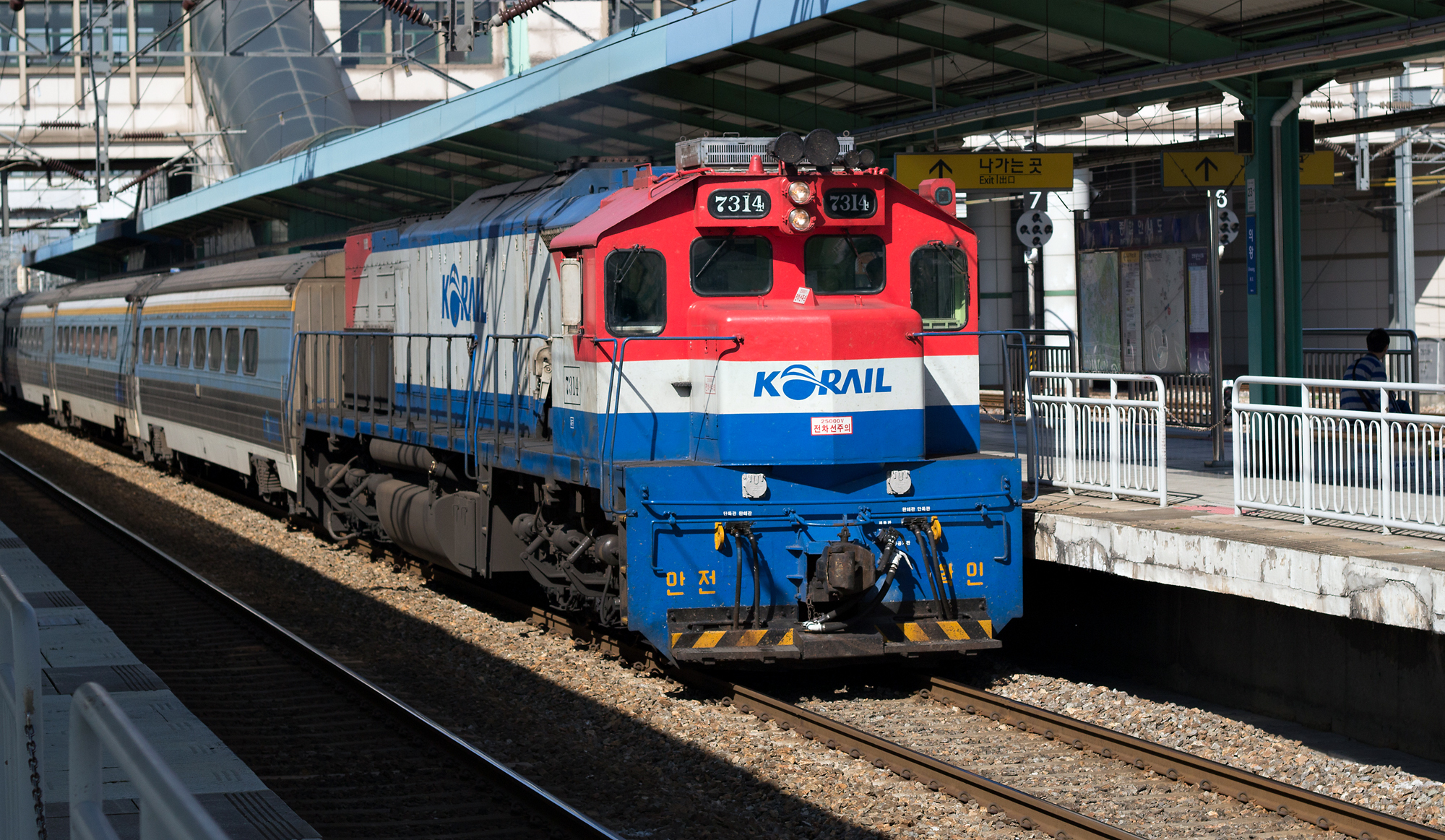
7314호 디젤 전기 기관차 (폐차)
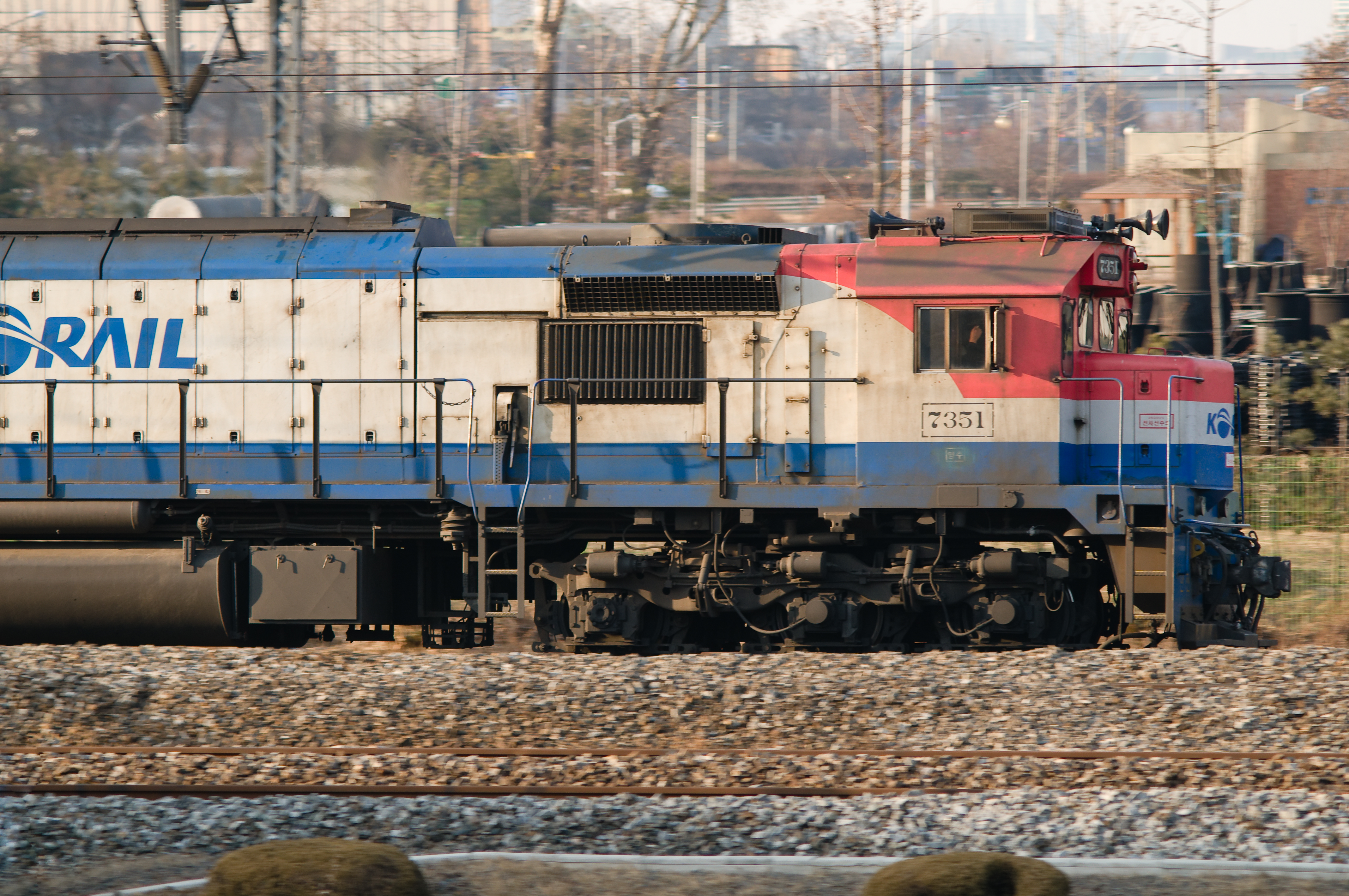
7351호 디젤 전기 기관차
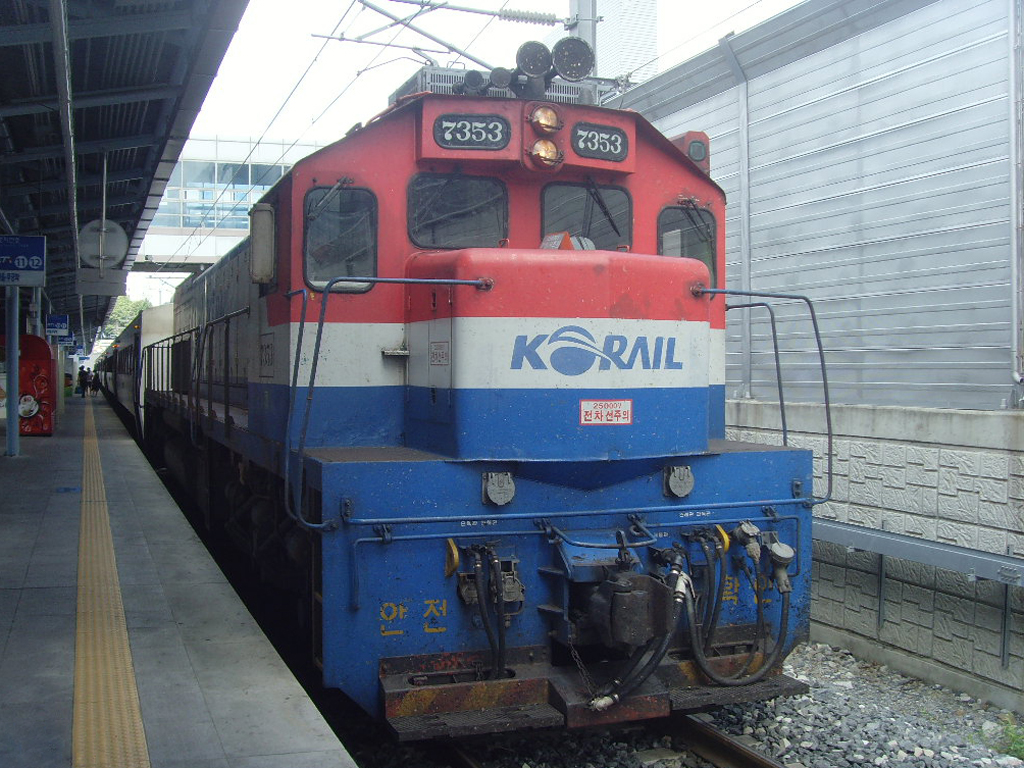
7353호 디젤 전기 기관차
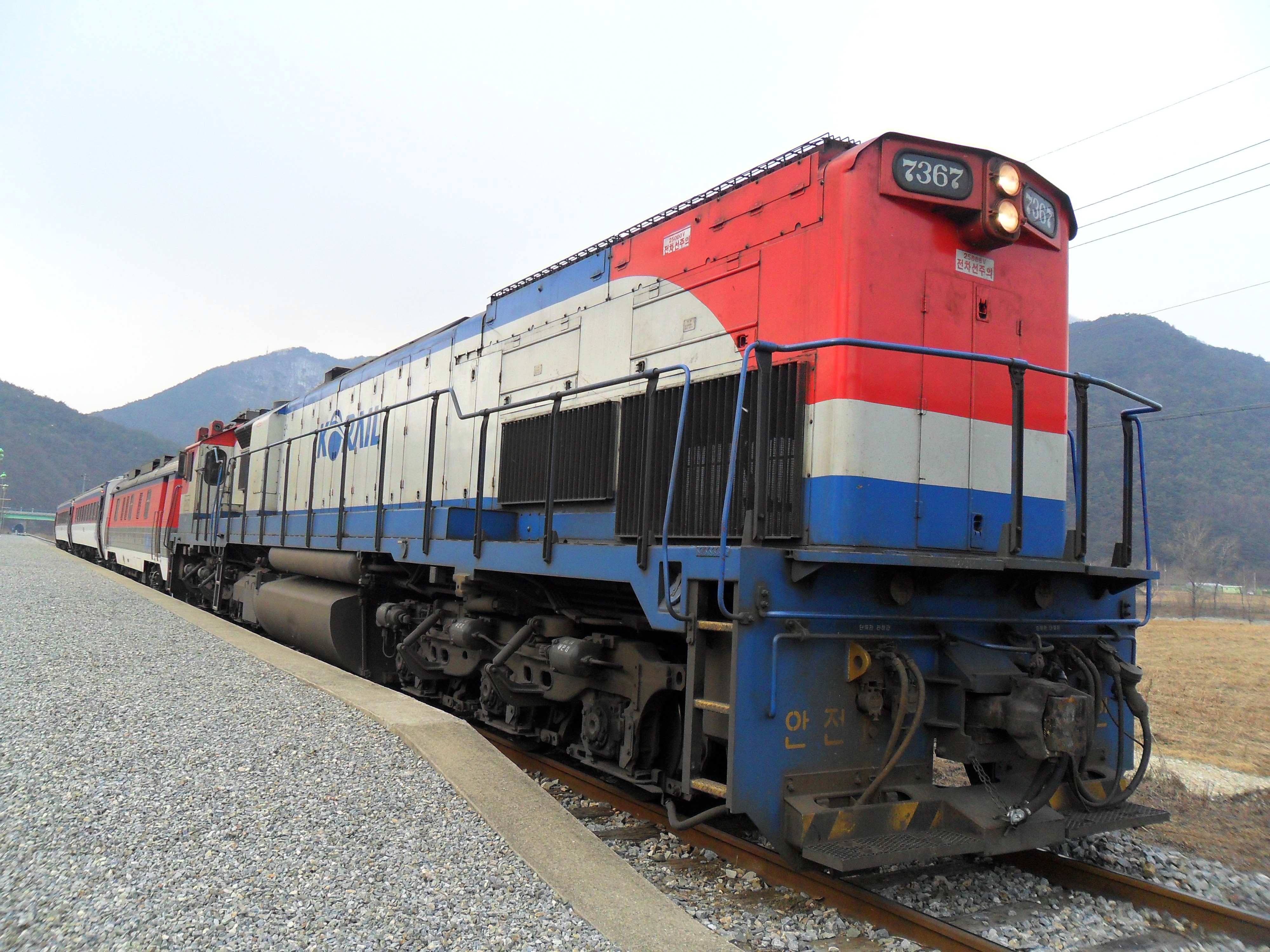
7367호 디젤 전기 기관차 (폐차)
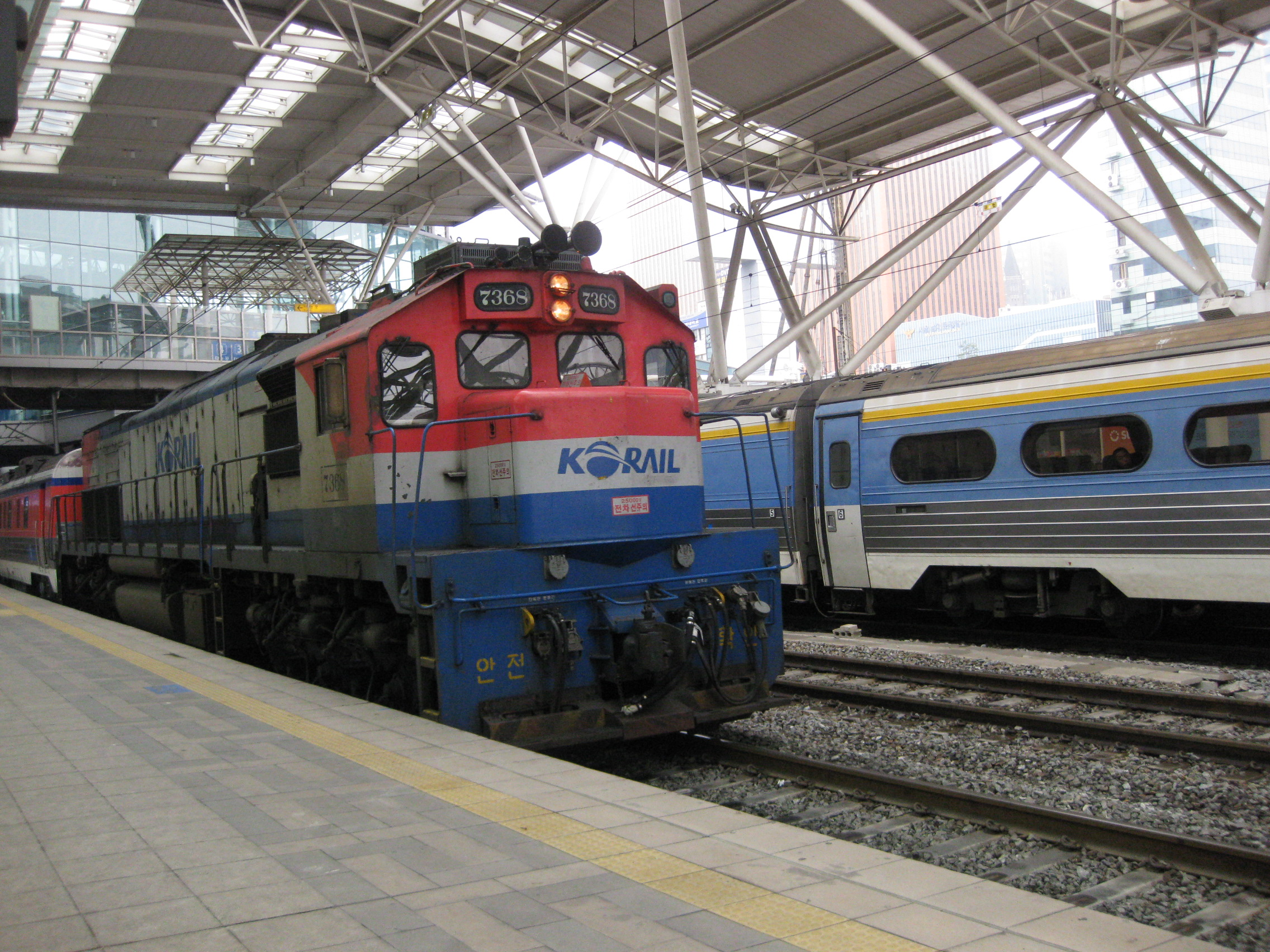
7368호 디젤 전기 기관차
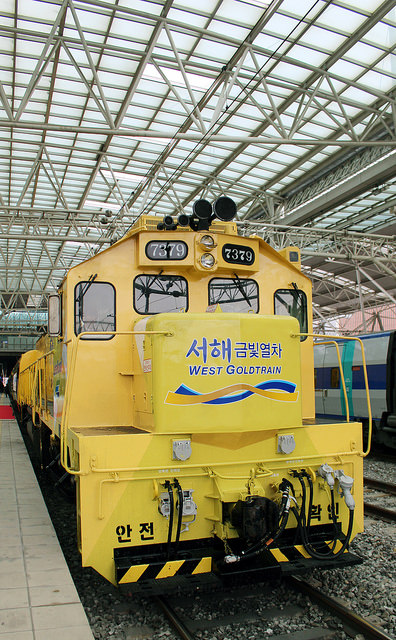
7379호 디젤 전기 기관차 (서해금빛열차 도색)
7380호 디젤 전기 기관차 (철도청 구 도색)
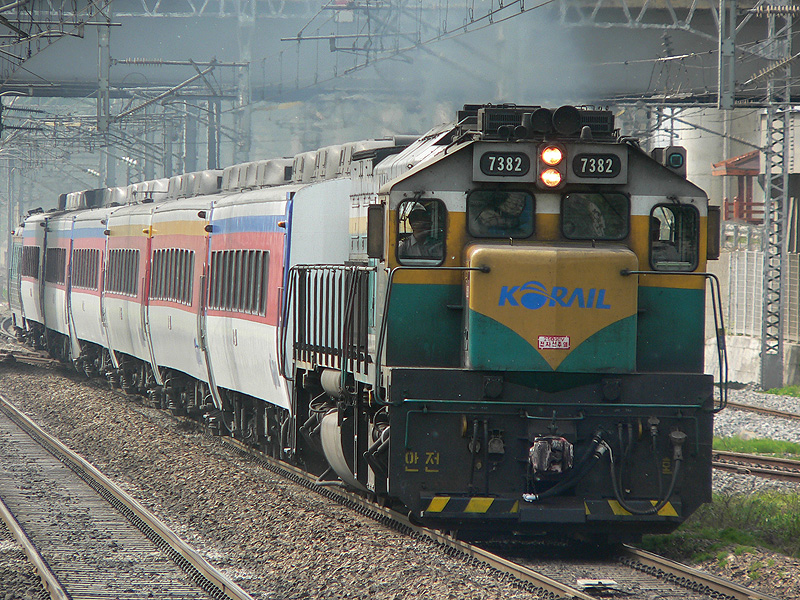
7382호 디젤 전기 기관차 (철도청 구 도색)

## 같이 보기
- 7400호대 디젤 기관차
- 7500호대 디젤 기관차